# Reo latro
Reo latro is een spinnensoort in de taxonomische indeling van de Spinneneters (Mimetidae).
Het dier behoort tot het geslacht Reo. De wetenschappelijke naam van de soort werd voor het eerst geldig gepubliceerd in 1979 door Brignoli.